# Маршрутный компьютер

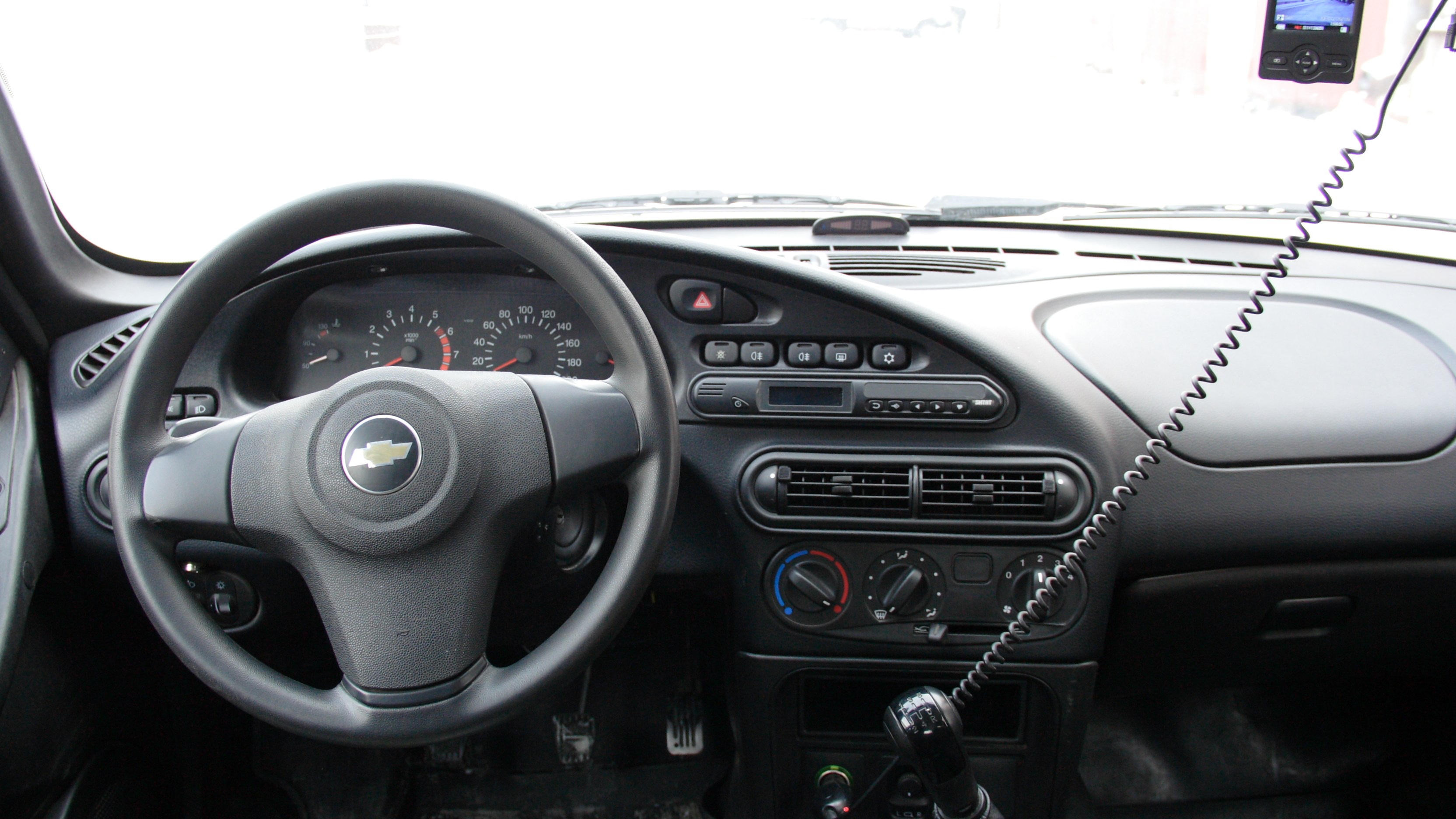
Маршрутный компьютер в автомобиле Chevrolet Niva (в середине передней панели)

Маршрутный компьютер (от англ. trip computer) — устоявшийся (хотя и не значащийся в официальных справочниках) термин, обозначающий вычислительное устройство для счисления параметров движения транспортного средства: пробег, расход топлива и т. п. Чаще всего термин маршрутный компьютер применяется к указанным устройствам для легковых автомобилей, хотя известны подобные по функциональному назначению (но не носящие указанное название) устройства, применяемые на троллейбусах, трамваях, локомотивах.
Его не следует путать с установленным на автомобиле персональным компьютером, который обычно называется карпьютером или «онбордером». Также не следует путать термины маршрутный компьютер и бортовой компьютер. Первый термин обозначает функцию устройства (счисление маршрутных параметров), а второй — отражает его размещение (на борту транспортного средства). Естественно, маршрутный компьютер является бортовым, — но бортовой компьютер может выполнять не только маршрутные функции.
Автомобильные маршрутные компьютеры могут быть как штатной системой, чаще всего интегрированной, так и отдельным устройством. В качестве исходных данных маршрутный компьютер может использовать как сигналы отдельных датчиков, так (чаще всего), информацию, получаемую от электронной системы управления двигателем и трансмиссией. Первые маршрутные компьютеры, такие, как Halda Speedpilot, были сугубо механическими счётными устройствами вроде арифмометров.